# Truth Wins Out
Truth Wins Out è un sito in lingua inglese fondato nel 2006 da Wayne Besen per contrastare ciò che considera "estremismo religioso anti-gay" e, in particolare, il movimento di ex-gay e/o convertiti al Cristianesimo.
Nel 2019 la sede è stata trasferita a Filadelfia.

## Storia
Il sito fu lanciato il 7 giugno 2006 per rivolgere un'informazione critica nei confronti di coloro che considerano l'omosessualità come una malattia curabile.. Ad esso seguì la nascita di RespectMyResearch che si proponeva di documentare l'infondatezza scientifica dei tentativi di correzione volontaria dell'omosessualità, quali la terapia riparativa di conversione propagandata dal movimento di ex-gay cristiani, ed in particolare dall'organizzazione radicalista evangelica Focus on the Family.
Nel 2018, Truth Wins Out lanciò una petizione per sollecitare Apple a rimuovere dall'App Store un'applicazione per la protezioni dei minori da contatti con persone omosessuali, in quanto presentava loro l'omosessualità come una forma di "dipendenza" e "malattia", invitando gli utenti alla preghiera come metodo per consegure «un'integrità sessuale e relazionale attraverso una relazione più intima con Gesù Cristo». A dicembre, Apple rimosse l'app di Living Hope Ministries, seguita da Amazon, mentre Google scelse di continuare a ospitare l'app nel proprio Google Play Store.

## Attività
Truth Wins Out ha realizzato interviste con esperti dell'eziologia dell'orientamento sessuale, quali: John Michael Bailey, Ray Blanchard, Milton Diamond, Dean Hamer, Lisa M. Diamond, Kenneth Zucker, Erick Jannsen, Eric Vilain, Simon LeVay e Marc Breedlove.
Oltre a campagne di informazione mediatica, TWO svolge attività di assistenza legale e economica per le organizzazioni che tutelano i diritti civili LGBT. Si propone di educare l'opinione pubblica statunitense, rivelando le menzogne dei movimenti ex-gay e l'incoerenza interna dei loro leader, nonché di organizzare in tutto il Paese iniziative pubbliche di protesta in difesa della libera determinazione sessuale della persona e contro le "campagne propagandistiche" di uno Stato di diritto religioso.
Una delle tre più grandi proteste si è verificata il 4 novembre 2008 a Chicago, per impedire l'ingresso di James Dobson, fondatore di Focus on the Family, alla National Radio Hall of Fame. Nel proprio sito web, Besen pubblica video di ex-gay che descrivono la loro esperienza all'interno del movimento.